# Hexanchiformes
Ordre
Familles de rang inférieur
- Chlamydoselachidae
- Hexanchidae

Les Hexanchiformes (de Buen, 1926) (du grec exa = six, agkone ou agko = étranglé et du latin forma = forme) sont un ordre contenant les espèces les plus primitives des requins, et qui compte seulement six espèces vivantes.

## Identification
Les requins hexanchiformes n'ont qu'une seule nageoire dorsale, sans épine et positionnée à la hauteur ou en arrière des nageoires pelviennes. Ils possèdent  six ou sept ouïes en avant des nageoires pectorales, une nageoire anale et sont dépourvus de paupières internes. Leur colonne vertébrale va jusqu'au long lobe dorsal de la nageoire caudale (ayant le lobe ventral court ou absent). Leur bouche est large, leurs yeux sur les côtés de la tête et des spiracles très petits loin derrière et au-dessus des yeux.
Le requin-lézard, Chlamydoselachus anguineus, est très différent des requins-vache, et il a été proposé de déplacer l'espèce dans son propre ordre des Chlamydoselachiformes.

## Répartition
Leur répartition est mondiale pour la plupart des espèces, des eaux tropicales jusqu'aux eaux tempérées et boréales. Dans les régions tropicales, ces requins se trouvent en eau profonde tandis qu'ils se trouvent plus près des côtes dans les régions tempérées.

## Classification

### Espèces vivantes
Selon ITIS (5 août 2015) :
- famille Chlamydoselachidae Garman, 1884
  - genre Chlamydoselachus Garman, 1884
    - Chlamydoselachus anguineus (Garman, 1884) (Requin-Lézard)
    - Chlamydoselachus africana Ebert & Compagno, 2009
- famille Hexanchidae Gray, 1851
  - genre Heptranchias Rafinesque, 1810
    - Heptranchias perlo (Bonnaterre, 1788) (Requin perlon)

  - genre Hexanchus Rafinesque, 1810
    - Hexanchus griseus  (Bonnaterre, 1788) (Requin griset)
    - Hexanchus nakamurai (Teng, 1962) (Requin-vache)
- famille Notorynchidae Compagno, 1999
  - genre Notorynchus Ayres, 1855
    - Notorynchus cepedianus (Péron, 1807) (Requin plat-nez)

FishBase (5 août 2015) et World Register of Marine Species (5 août 2015) le reconnaissent pas la famille des Notorynchidae, et rangent encore le genre Notorynchus au sein des Hexanchidae. 

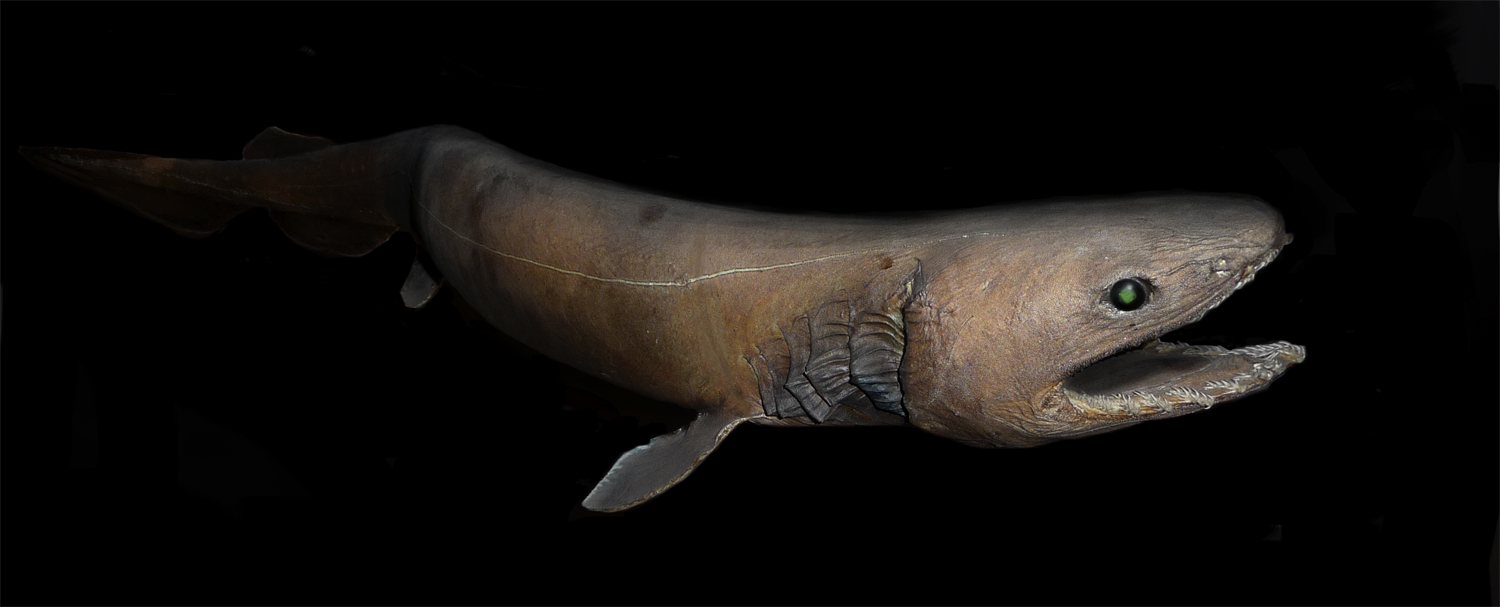
Chlamydoselachus anguineus
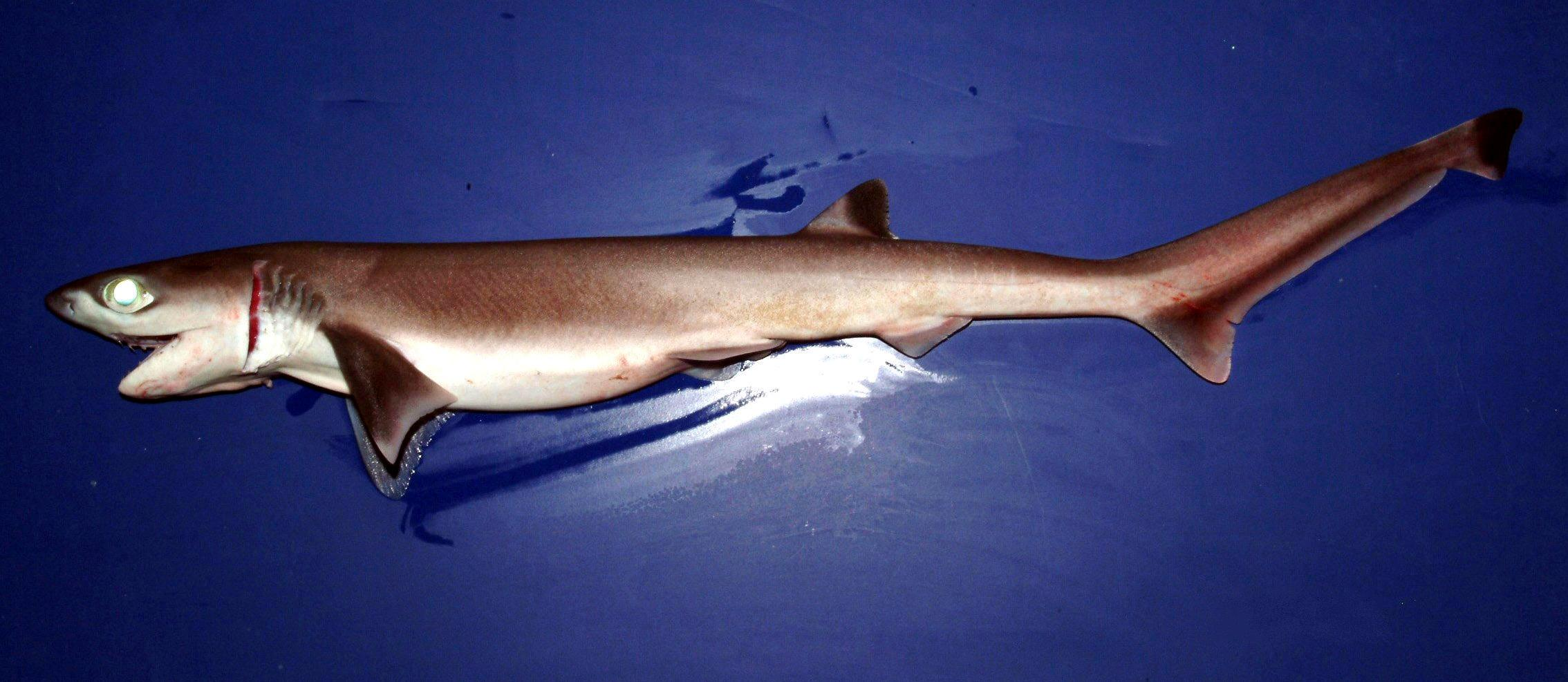
Heptranchias perlo
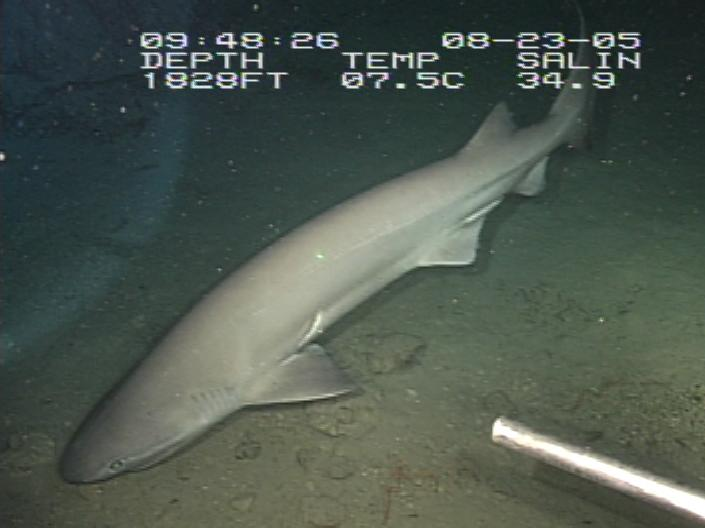
Hexanchus griseus
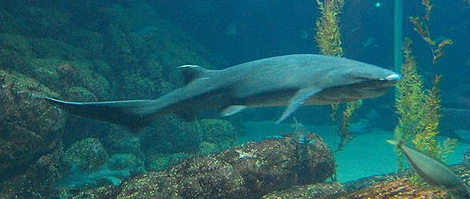
Notorynchus cepedianus

### Espèces disparues
- famille Chlamydoselachidae
  - genre Chlamydoselachus
    - Chlamydoselachus bracheri Pfeil, 1983
    - Chlamydoselachus gracilis Antunes & Cappetta, 2001
    - Chlamydoselachus goliath Antunes & Cappetta, 2001
    - Chlamydoselachus fiedleri Pfeil, 1983
    - Chlamydoselachus lawleyi Davis, 1887
    - Chlamydoselachus thomsoni Richter & Ward, 1990
    - Chlamydoselachus tobleri Leriche, 1929

  - genre Thrinax
    - Thrinax baumgartneri Pfeil, 1983
- famille Heptranchidae
  - genre Heptranchias
    - Heptranchias ezoensis Applegate & Uyeno, 1968
    - Heptranchias howelii (Reed, 1946)
    - Heptranchias perlo (Bonnaterre, 1788)
    - Heptranchias tenuidens (Leriche, 1938)
- famille Hexanchidae
  - genre Hexanchus
    - Hexanchus arzoensis (Debeaumont, 1960)
    - Hexanchus agassizi
    - Hexanchus collinsonae  Ward, 1979
    - Hexanchus gracilis  (Davis, 1887)
    - Hexanchus griseus “andersoni” “gigas” (Bonaterre, 1788)
    - Hexanchus hookeri  Ward, 1979
    - Hexanchus microdon “agassizii” (Agassiz, 1843)
    - Hexanchus nakamurai “vitulus” Teng, 1962

  - genre Notidanoides
  - genre Notidanodon
    - Notidanodon antarcti Grande & Chatterjee, 1987
    - Notidanodon brotzeni Siverson, 1995
    - Notidanodon dentatus (Woodward, 1886)
    - Notidanodon lanceolatus (Woodward, 1886)
    - Notidanodon loozi (Vincent, 1876)
    - Notidanodon pectinatus (Agassiz, 1843)

  - genre Notorynchus
    - Notorynchus aptiensis (Pictet, 1865)
    - Notorynchus intermedius Wagner
    - Notorynchus lawleyi Ciola & Fulgosi, 1983
    - Notorynchus munsteri (Agassiz, 1843)
    - Notorynchus cepedianus (Peron, 1807)
    - Notorynchus serratissimus (Agassiz, 1844)
    - Notorynchus serratus (Agassiz, 1844)

  - genre Paraheptranchias
    - Paraheptranchias repens (Probst, 1879)
    - Paranotidanus “Eonotidanus” contrarius (Munster, 1843)
    - Paranotidanus intermedius (Wagner, 1861)
    - Paranotidanus munsteri (Agassiz, 1843)
    - Paranotidanus serratus (Fraas, 1855)

  - genre Pseudonotidanus
    - Pseudonotidanus semirugosus Underwood & Ward, 2004

  - genre Weltonia
    - Weltonia ancistrodon (Arambourg, 1952)
    - Weltonia burnhamensis Ward, 1979
- famille Mcmurdodontidae
  - genre Mcmurdodus
    - Mcmurdodus featherensis White, 1968
    - Mcmurdodus whitei Turner, & Young, 1987